# كورونيا ديل كوندي
بلدية كورونيا ديل كوندي (بالإسبانية: Coruña del Conde)‏, هي إحدى بلديات مقاطعة برغش, التي تقع في منطقة قشتالة وليون, والتي تقع في شمال غرب إسبانيا.
يبلغ عدد سكانها 167 نسمة وفقاً لإحصائية سنة (2002).

## أعلام
- دييغو مارين أغيليرا